# Віктор Тіссо
Віктор Тіссо (фр. Victor Tissot; 14 серпня 1844, Фрібур — 6 липня 1917, Париж) — швейцарсько-французький письменник і публіцист.

## Життєпис
Навчався в коледжі Сен-Мішель у Фрібурі, в Айнзідельні і Сьйоні, потім відвідував юридичні факультети університетів Фрайбурга, Тюбінгена, Лейпцига, Відня та Парижа. У Парижі він сприяв написанню словника Ларусс, написанню універсальної енциклопедії сучасників Густава Ваперо, а також Французької Le Courrier français Огюста-Жана-Марі Вермореля. Проживши рік у Парижі, у 1867 році він був призначений професором Інституту Тудіхума поблизу Женеви. Одночасно він увійшов до «Gazette de Lausanne» (1868), де випустив у 1871 щотижневий літературний додаток. Він був головним редактором «Газети Лозани» з 1870 по 1873 рік, періоду війни, коли він перейшов на бік переможених. Пізніше він повернувся до Парижа (1874), де керував Альманахом Гашетт (1893) та відкрив у 1891 новий літературний додаток Фігаро, головним редактором якого він був з 1888 по 1893. Одночасно він заснував журнал Lectures pour tous. Він також пише історії про Швейцарію та Німеччину, які є дуже успішними. Завдяки своєму роману «Мандрівка до країни мільярдів» («Voyage au pay des milliards» (Пруссія)), 50 000 примірників якого продали за кілька тижнів, став широко відомим.
В основу однієї з його найбільш поширених праць «Росія і росіяни. Київ і Москва» лягли матеріали поїздки до Російської імперії 1881.
Регулярно повертається до Швейцарії. Перед смертю він вирішив подарувати своє багатство: свої значні колекції та свою бібліотеку місту Бюль для створення музею.